# Elżbieta Dedek
Elżbieta Dedek (ur. 18 czerwca 1944 roku w Warszawie) – polska pianistka. Aktualnie mieszka w Belgii.

## Życiorys
Naukę gry na fortepianie rozpoczęła od najmłodszych lat. Jej pierwszym nauczycielem był ojciec. W wieku 10 lat miała opanowane około 50 utworów. Rok później rozpoczęła naukę w szkole muzycznej. Studiowała fortepian pod okiem Haliny Kukieł oraz Haliny Pietkiewicz w Państwowej Wyższej Szkole Muzycznej nr 1 w Warszawie. Kiedy miała 15 lat wraz z rodzicami wyjechała do Belgii. 
Ukończyła Konserwatoria Królewskie w Brukseli, Mons i Liège. Od 1960 roku swój talent muzyczny kształciła pod okiem Stefana Askenasego, którego uczyła matka będąca uczennicą ucznia Chopina. W 1966 roku  uczestniczyła w swoim pierwszym koncercie na Uniwersytecie de La Paix w Huy. Uzyskała dyplomy tzw. Prémier Prix de Piano Konserwatorium Królewskiego w Mons i Prémier Prix de Musique de Chambre Konserwatorium Królewskiego w Liège. Kiedy przeprowadziła się do Liège, wykładała w Akademii Gretry. Od lat jest wierna muzyce Chopina, którą gra na całym świecie. Koncertowała w różnych krajach np. Brazylii, Peru, USA, Kanadzie, Santo Domingo, Turcji, Egipcie, Indiach, Grecji, Nigerii, Czadzie, Szwecji, Francji, Portugalii, Wielkiej Brytanii, Holandii, Rosji, a także w Belgii i Polsce.

## Wyróżnienia
- Srebrny Krzyż Zasługi (Londyn)
- Odznaka Polonia (Bruksela)
- Wyróżnienie jako jedna z najsławniejszych "Stu Polek" (czasopismo „Pani”)
- Dyplom Honorowy Stowarzyszenia Kultury Europejskiej
- Honorowy Członek Przyjaciół Ziemi Rawskiej
- Honorowy Obywatel Miasta Rawa Mazowiecka
- Honorowy Obywatel Nosy Be - Madagascar
- Order Korony "Ordre de la Couronne" (Belgia)
- Nagroda główna X edycji konkursu "Polak Roku w Belgii"[1]